# Leve Nacka Forum
Leve Nacka Forum, Nacka Forums uppföljare till det självbetitlade debutalbumet släpptes i september 2005. Musiken är skriven av bandets medlemmar med undantag för "Almost Seedless" som är skriven av den sydafrikanske trumpetaren Hugh Masakela.
Albumet är utgivet på Jonas Kullhammars skivbolag Moserobie Music Production.